# 嵬王诃
嵬王诃（?—?），吐谷浑王族，可汗夸吕的小儿子。
夸吕可汗在位时间很长，吐谷浑太子经常被夸吕可汗杀掉，夸吕最后立嵬王诃为太子。586年，嵬王诃害怕获罪被杀，密谋率领所属部落一万五千户降隋朝，派使到长安，请求隋文帝派军队接应。隋文帝说：“浑贼风俗，特异人伦，父既不慈，子复不孝。朕以德训人，何有成其恶逆乎！”对使者说：“父有过失，子当谏争，岂可潜谋非法，受不孝之名！溥天之下皆朕臣妾，各为善事，即称朕心。嵬王既欲归朕，唯教嵬王为臣子之法，不可远遣兵马，助为恶事。”嵬王诃只好作罢。嵬王诃下场不详，但是591年，继承夸吕王位的是世伏，而不是嵬王诃。